# Leens
Leens (Gronings: Lains, vroeger ook wel Lydinge genoemd, uitspraak: Leidinge) is een plaats in de gemeente Het Hogeland in de Nederlandse provincie Groningen. Het dorp telde in 2023 volgens het CBS in 1.665 inwoners.

## Middeleeuwen
Leens ligt geologisch op nieuwe kweldergronden, die in de negende eeuw bewoond zijn geraakt. Op de hoogste kwelderruggen werden rijen wierden gebouwd, die de huizen en akkers tegen hoogwater beschermden. Leens ligt halverwege een wierdenrij die begint bij Wehe en eindigt voorbij van Vierhuizen, waar enkele wierden in de Lauwerszee zijn verdwenen. Binnen het dorpsgebied vinden we aan de oostkant de Tuinsterwierden en aan de westkant De Houw. Bij het gedeeltelijk afgraven van de Tuinsterwierde zijn belangrijke archeologische vondsten gedaan. In het directe achterland ligt de wierde van De Ewer, die behoort tot een oudere wierdenrij uit het begin van de jaartelling. De bewoners van deze wierde zullen een sleutelrol hebben vervuld bij het opkomen van Leens als nieuwe hoofdplaats van het gebied.
De Leenster parochie werd waarschijnlijk omstreeks 800 gesticht door de heilige Liudger, de zogenaamde 'Apostel der Groningers', of door een van zijn opvolgers. De kerk fungeerde als centrum van het decanaat, later de proosdij De Marne. Hiertoe moet aanvankelijk ook het Humsterland hebben behoord. Toen later de Lauwerszee doorbrak, werden de banden met het gebied ten zuiden van het Reitdiep doorgesneden. De dorpen van de Marne sloten zich aan bij Hunsingo. De naam Leens komt in de oudste kloosterregisters niet voor. De oudste vermeldingen zijn Lindenge (1224) en Lydenze (1381). Dit betekent 'aanwoners van een waterloop' (lida). Welke waterloop hiermee bedoeld werd, is niet bekend.
De kerk, gewijd aan Sint Pieter, werd gebouwd op de grens tussen de beide wierdedorpen Tuins en De Houw op een planmatig aangelegde rechthoekige wierde. Deze dorpen worden al aan het einde van de 10e eeuw genoemd. De oudste delen van de huidige Petruskerk dateren uit het begin van de 12e eeuw.
Het grondgebied van deze parochie strekte zich uit vanaf de waddenkust tot de oevers van het latere Reitdiep. Kloosterburen, Hornhuizen, Vliedorp en Zuurdijk waren waarschijnlijk dochterparochies. In Grijssloot bevond zich wellicht een kapel of voorwerk. De proosdijgoederen van Leens waren omvangrijk en werden na de Reductie van Groningen in 1594 door de provincie in beslag genomen.
Het systematisch bedijken en drooglegging van de kwelders begon omstreeks de elfde eeuw. Het voltooien van de dijkring rond 1200 is vooral te danken aan de waterschappen of zijlvesten. Daarbij namen Benedictijner monniken en lekenbroeder van Olde- en Nijenklooster het voortouw. Ook de afdamming van de Hunze bij Schouwerzijl en Nijernklooster was grotendeels hun werk. Minder groot was hun rol in het westelijk gedeelte van de Marne. Hier vormden Leens, Ulrum en Vierhuizen één zijlvest, dat zijn water loosde via Houwerzijl.

## Nieuwe tijd
Na de Reductie van 1594 bleef Leens een van de plaatsen met een kleine katholieke minderheid. De Petruskerk werd in gebruik genomen door de Nederduits Gereformeerde Kerk (later de Nederlandse Hervormde Kerk). De katholieken moesten uitwijken naar schuilkerken, vaak ondergebracht in boerderijen. In de 19e eeuw kwamen de katholieken onder de parochie Wehe-den Hoorn te vallen.
In de 17e en 18e eeuw werd het dorpsleven gedomineerd door adellijke grootgrondbezitters, met name de families Tjarda van Starkenborgh op Verhildersum en Von Innhausen und Kniphausen op de Asingaborg. De boerenstand moest veelal dansen naar de pijpen van de heren. De patriottenbeweging, die met de macht van adel afrekende, had in Leens veel aanhang.
De Afscheiding binnen de Nederlandse Hervormde Kerk in 1834, geïnspireerd door ds. Hendrik de Cock uit Ulrum, kreeg in Leens veel aanhang; een aanzienlijk deel van het hervormde kerkvolk verliet zomer 1835 in zijn voetspoor de Hervormde Kerk. Daarbij speelde vooral het verzet van de 'kleine luiden' tegen het liberalisme en de vrijzinnigheid van de herenboeren een belangrijke rol. Ten tijde van de Doleantie (de kerkscheuring onder leiding van Abraham Kuyper in 1886) werd er ook in Leens een gemeente van de Gereformeerde Kerken in Nederland gesticht.
Daarnaast was er in liberale en intellectuele kringen rond 1835 veel verzet tegen het regeringsbeleid. De gevolgen van economische recessie weet men aan de hoge (grond)belastingen. Petities bij de Koning en de Gouverneur hadden niet het gewenste resultaat. Leens stond vanwege zijn oproerigheid (met een verwijzing naar de Belgische Opstand) zelfs even bekend als 'Klein Brussel'. Door het instorten van de wereldgraanmarkt rond 1880 en de daaropvolgende Landbouwcrisis kwam het Marnegebied opnieuw in zwaar weer. De introductie van stoomdorsmachines, bezuinigingen op de lonen en later ook de toepassing van kunstmest droegen bij aan het herstel en aan een volgende bloeiperiode, die aanhield tot 1920.
In de 20e eeuw werd Leens aangesloten op het spoorwegennet, maar dat was van korte duur. De Marnelijn werd geopend op 1 april 1922 en weer stilgelegd op 26 oktober 1942 waarna de spoorlijn op bevel van de bezetter werd opgebroken en afgevoerd naar het oostfront. Tegenwoordig ligt de N361 op het tracé. Het station staat er nog steeds.

## Centrumplan Nije Nering
Burgemeester en Wethouders van de gemeente De Marne besloten op 25 augustus 2009 in hun bestemmingsplan tot een ingrijpende vernieuwing van het centrum van het oude dorp, waarvoor een winkelcentrum met daarbinnen een blok zorgappartementen zou worden gerealiseerd. De bedoeling is Leens zo als woonplaats aantrekkelijker te maken, en de rol als centrale kern in de gemeente te versterken. De opening vond plaats op 12 april 2013. Er zijn tegenwoordig twee supermarkten gevestigd. Het nieuwe bejaardentehuis is overgeplaatst uit Ulrum en in mei 2013 geopend.

## Bevolkingsontwikkeling
Leens heeft te maken met een gestaag dalende bevolking.
- 1998 - 1.830 inw.
- 2015 - 1.805 inw.
- 2016 - 1.785 inw.
- 2018 - 1.775 inw.

Bron: CBS statline

## Voormalige gemeente
Sinds 1811 was Leens een zelfstandige gemeente, die naast het hoofddorp Leens bestond uit de dorpen, gehuchten en buurtschappen Douwen, Ewer, Grijssloot, Groot Maarslag, Kattenburg, Klein Maarslag, Mensingeweer, Roodehaan, Schouwen, 't Stort, Warfhuizen, Wehe-den Hoorn en Zuurdijk. Het gemeentehuis stond in Wehe-den Hoorn. In 1990 werd de gemeente samengevoegd met de gemeenten Ulrum, Eenrum en Kloosterburen tot de gemeente Ulrum. In 1992 wijzigde men de naam in die van de hele streek De Marne.

## Recreatie
- Door Leens loopt de Europese wandelroute E9, ter plaatse ook Noordzeepad of Wad- en Wierdenpad geheten.
- In Leens is het DoeZoo Insektenwereld gevestigd, waarin de wereld van insecten en 'enge beesten' wordt getoond.
- Ten zuiden van Leens ligt het natuurgebied Leenstertillen.
- Leens heeft ook een verwarmd openluchtzwembad met een zonneweide en glijbaan.

## Cultuur
- In de zomermaanden worden er door bekende organisten orgelconcerten gegeven op het Hinszorgel in de Petruskerk.
- De borg Verhildersum met in de tuinen beelden van Eddy Roos. Landgoed Verhildersum Leens is een veelzijdig landgoed. Het landgoed laat het leven en werken in de 19e eeuw zien.

## Bekende inwoners
Geboren
- Bene Roelfs Ekkens (1766-1842), burgemeester
- Pieter Abraham de Rochefort (1839-1923), burgemeester
- Etsko Kruisinga (1875-1944), anglist, grammaticus en leraaropleider
- Anna Sipkema (1877-1933), grafisch ontwerpster en weefster
- Jakob Rietema (1879-1970), schrijver (beter bekend onder pseudoniem Fenna Slapsma-Tiessens)
- Hendrik Werkman (1882-1945), expressionistisch kunstenaar
- Jacob Por (1882-1947), kunst- en decoratieschilder, restaurator, fotograaf
- Willem Reitsema (1885-1963), architect
- Ailke Westerhof (1876-1946), verpleegster, onderscheiden met de Florence Nightingale-medaille
- Jan ten Berge (1892-1978), missionaris, priester, jezuïet, katholiek journalist en verzetsstrijder
- Willem ten Berge (1903-1969), dichter
- Martinus Ritzema (1910-1945), burgemeester en verzetsstrijder
- Dinie Aikema (1917-1945), onderwijzeres en verzetsstrijdster
- Jurjen Jan Hoeksema (1930-2012), PvdA-burgemeester
- Jan Ritsema (1931-2023), PvdA-politicus
- Flip Buurmeijer (1940), PvdA-politicus
- Bertus Fennema (1944), CDA-burgemeester
- Renger Koning (1959), componist, producer en sounddesigner
- Paul Zwama (1987), atleet

Opgegroeid en/of gewoond
- Wiepke Harm Timersma (1896-1944), verzetsstrijdster
- Petrus Fokkes Tammens (1898-1986), NSB-burgemeester van Groningen
- C.O. Jellema (1936-2003), schrijver
- Ede Staal (1941-1986), zanger en dichter

## Afbeeldingen

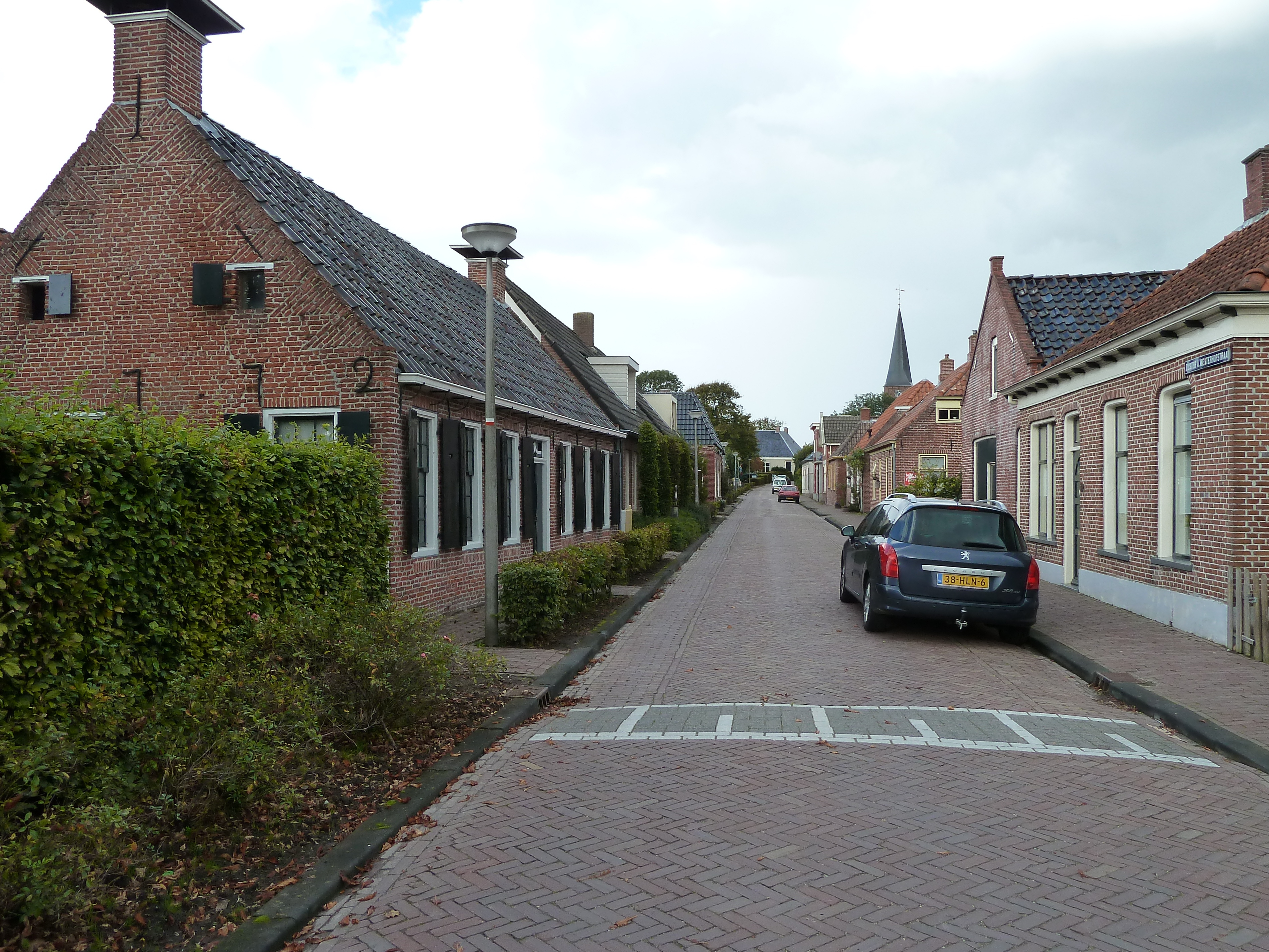
Ingang naar de Westerhofstraat, waaraan kerk en pastorie staan (2010)
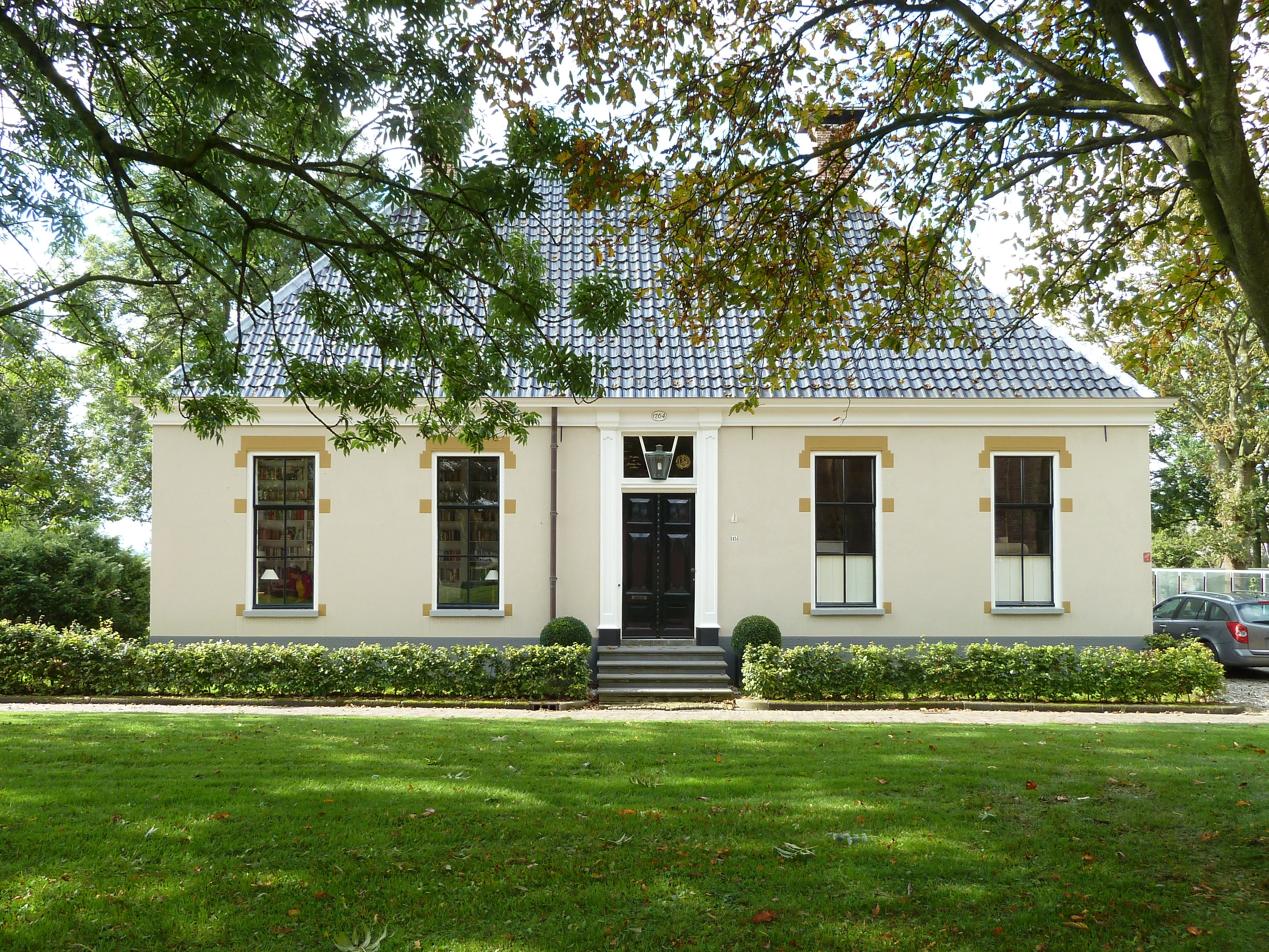
Hervormde pastorie (middeleeuwen, verbouwd in 1540 en 1764) (2010)
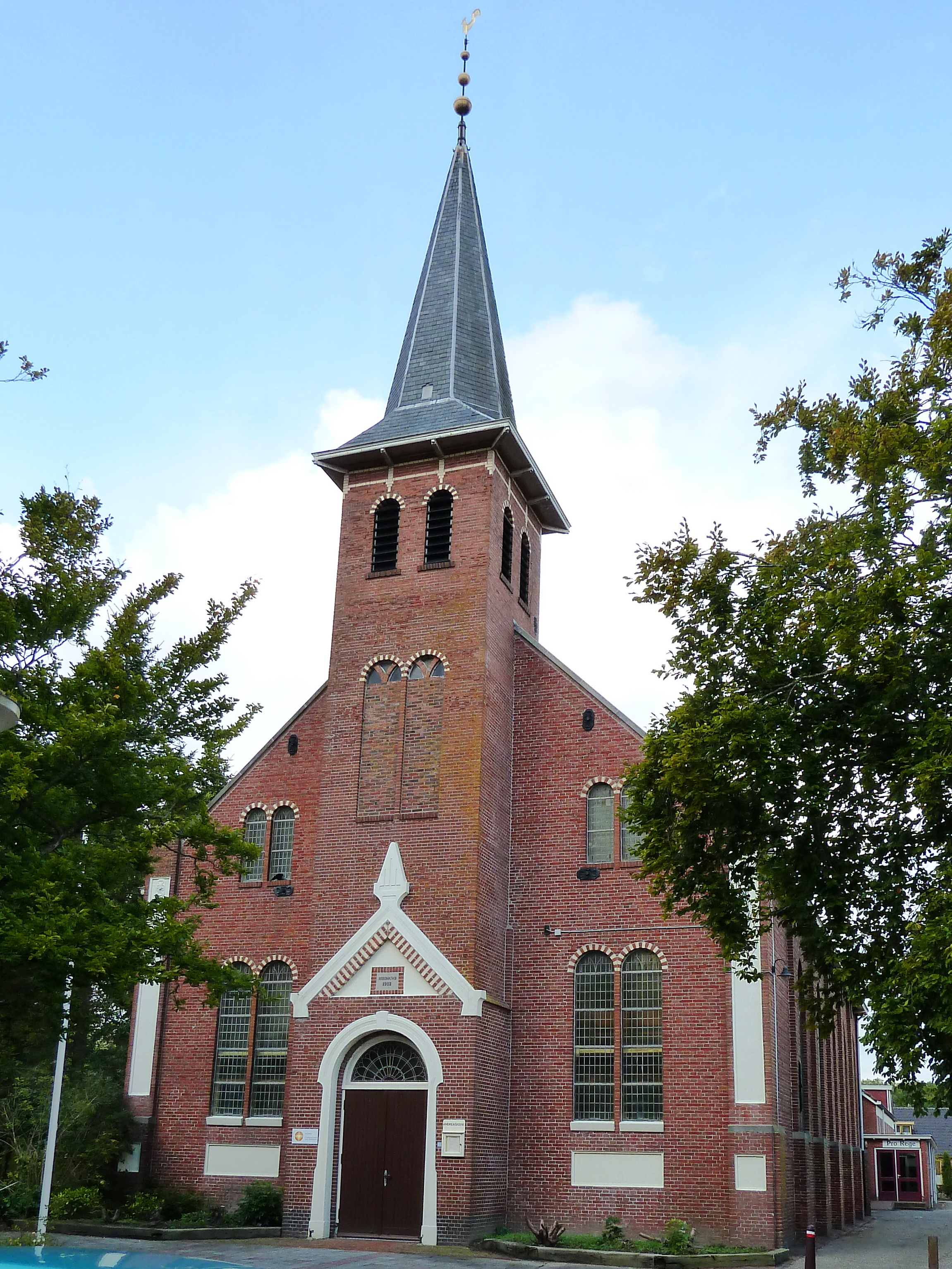
Gereformeerde Andreaskerk (1912, orgel uit 1840) (2010)
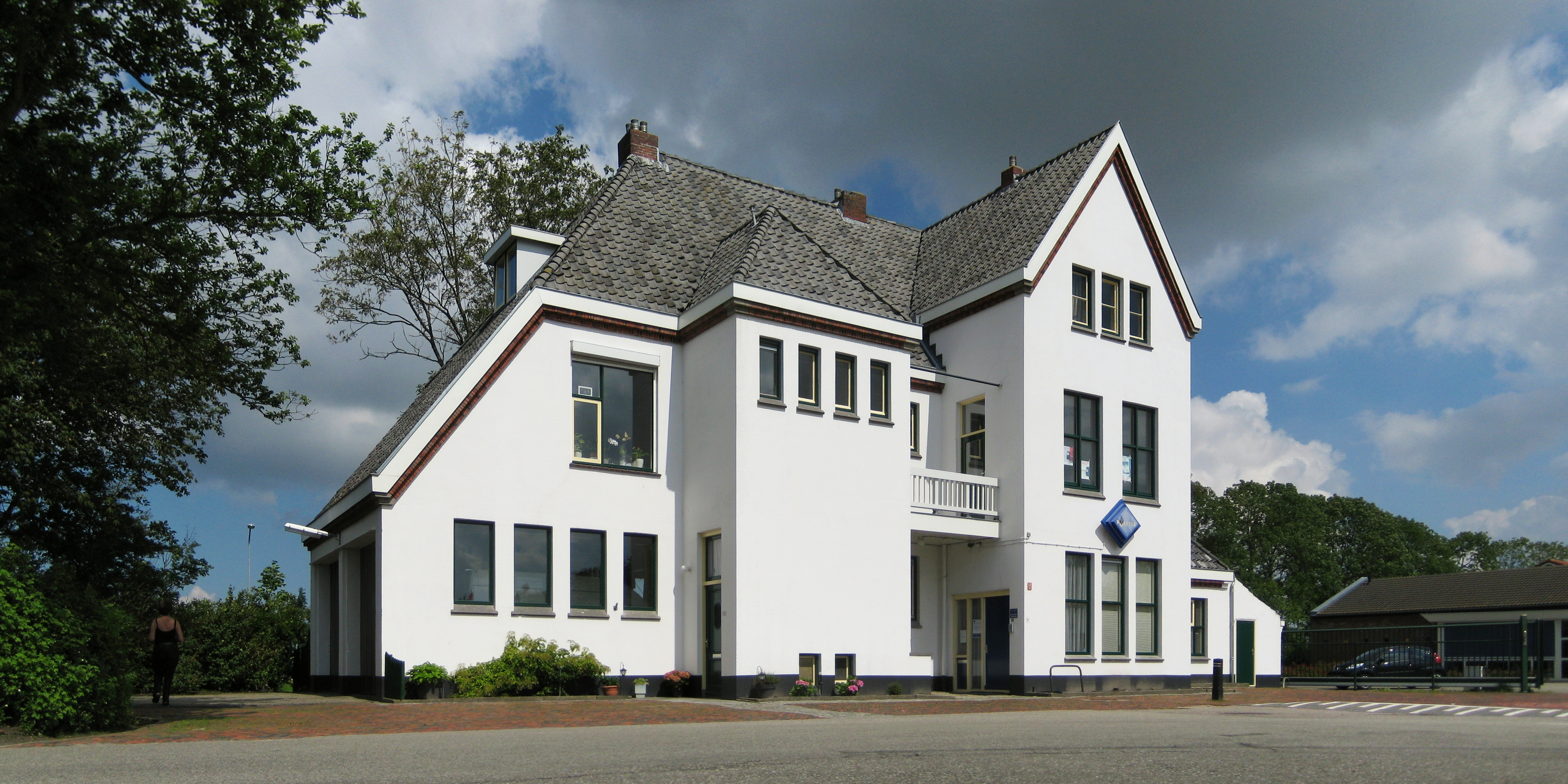
Het voormalige stationsgebouw (nu politiebureau) (2012)
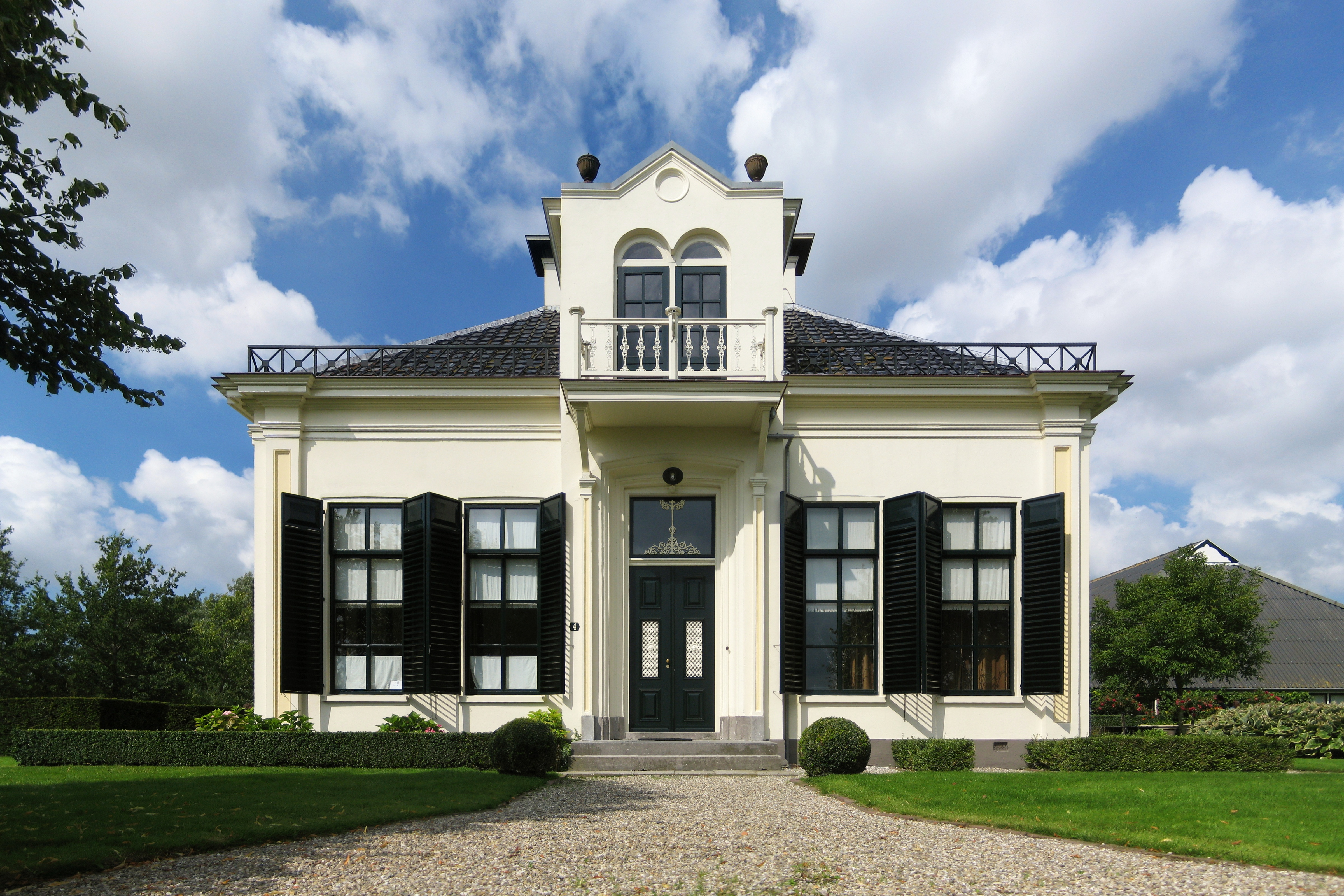
Museumboerderij Welgelegen (2012)
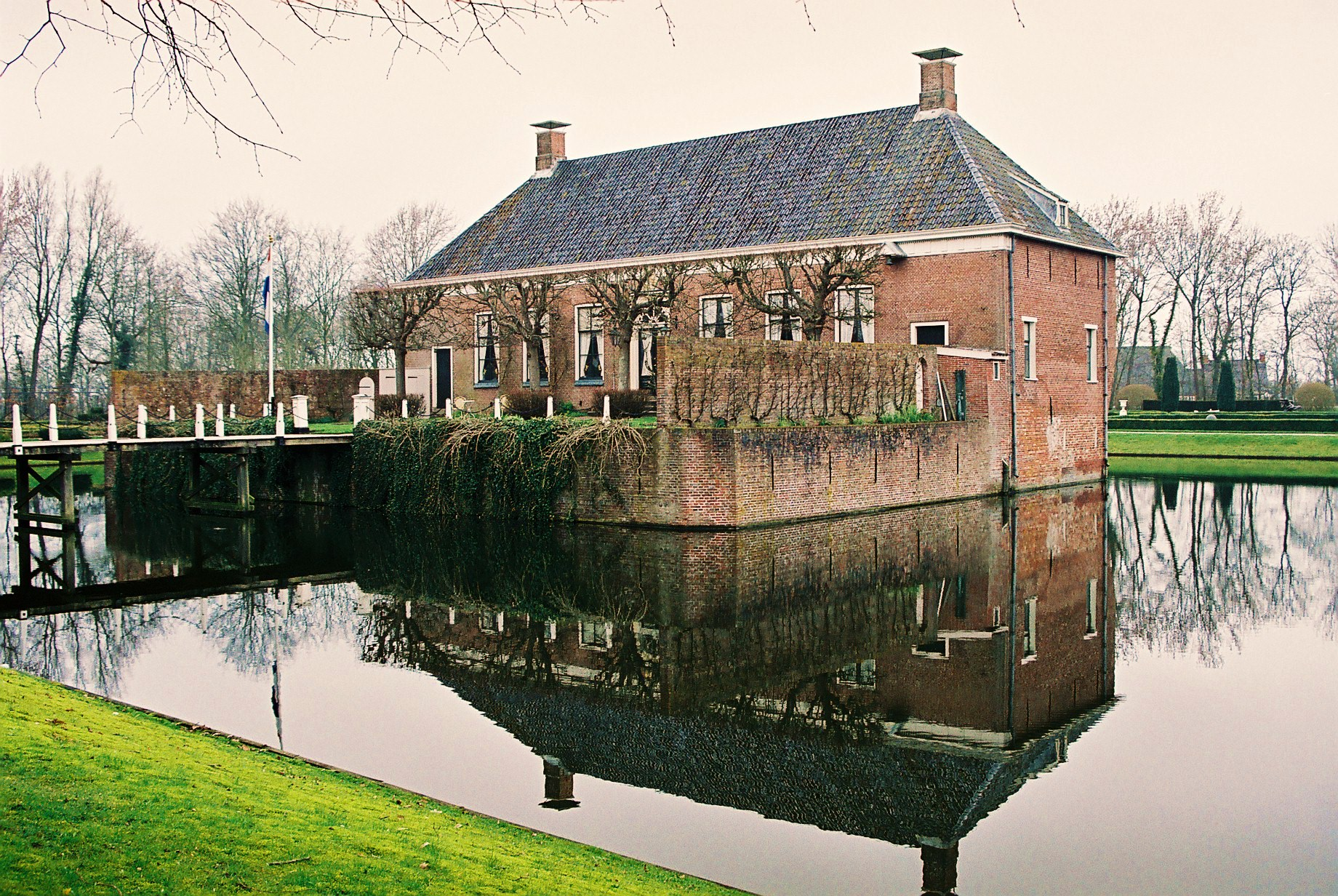
De borg Verhildersum